# Rabdophaga degeerii
Rabdophaga degeerii (лат.) — вид двукрылых рода Rabdophaga из семейства Галлицы (Cecidomyiidae). Встречается в Европе. Вызывают образование галлов на ивах.

## Внешний вид галлов
Галл может быть гладким, шаровидным или веретенообразным вздутием на побеге. Галловая камера находится в сердцевине и содержит бледно-оранжевые личинки или куколки в отдельных камерах. Правильная идентификация вида хозяина очень важна, так как галл R. degeerii похож на галл Rabdophaga salicis. В Великобритании галл на пурпурной иве (Salix purpurea) зарегистрирован как R. degeerii. В других местах галлы были обнаружены на S. daphnoides и S. elaeagnos.

## Таксономия
Вид был впервые описан в 1847 году швейцарским энтомологом Иоганном Якобом Бреми-Вольфом (1791—1857) под первоначальным названием Cecidomyia degeerii Bremi, 1847. 

## Распространение
Насекомое или галл были найдены в Дании, Франции и Великобритании.